# ポルポセラス
ポルポセラス（学名：Porpoceras）は、前期ジュラ紀の前期トアルシアンから中期にかけて生息していたアンモナイトの属。この属の種は、Harpoceras serpentinum帯の最上部からHaugia variabilis帯にかけて生息していた。本属はヨーロッパ、アジア、北アメリカ、南アメリカで化石が発見されている。

## 説明
この属に属するアンモナイトは進化した殻を持ち、渦の断面は圧縮されたものから窪んだものまである。縁側はわずかに凸状で、肋は低くく、殻の断面はほぼ長方形だった。肋骨は大きく、内側は繊維状で、腹側には結節や棘があった。ペロノセラスとの違いは、圧縮された渦の断面と規則的な線維形成がないことである。カタコエロセラスとも類似しているが、腹側結節が規則的で、繊維状の形成がなかった。